# Håsjön (Hedemora socken, Dalarna)
Håsjön är en sjö i Hedemora kommun i Dalarna och ingår i Dalälvens huvudavrinningsområde. Sjön har en area på 0,344 kvadratkilometer och ligger 177,5 meter över havet. Sjön avvattnas av vattendraget Lustån (Fiskbäcksån), som efter en kort bit utmynnar i Turbodammen.

## Delavrinningsområde
Håsjön ingår i det delavrinningsområde (667941-150185) som SMHI kallar för Utloppet av Håsjön. Medelhöjden är 202 meter över havet och ytan är 4,06 kvadratkilometer. Räknas de 11 avrinningsområdena uppströms in blir den ackumulerade arean 83,38 kvadratkilometer. Lustån (Fiskbäcksån) som avvattnar avrinningsområdet har biflödesordning 2, vilket innebär att vattnet flödar genom totalt 2 vattendrag innan det når havet efter 152 kilometer. Avrinningsområdet består mestadels av skog (78 procent). Avrinningsområdet har 0,52 kvadratkilometer vattenytor vilket ger det en sjöprocent på 12,8 procent.